# Estación Pujato
Pujato es una estación ferroviaria ubicada en la localidad del mismo nombre en el Departamento San Lorenzo, Provincia de Santa Fe, Argentina.

## Servicios
La estación corresponde al Ferrocarril General Bartolomé Mitre de la red ferroviaria argentina. Presta servicios de cargas por la empresa Nuevo Central Argentino.